# 康志强
康志强（1912年8月18日—1986年11月1日），江西省兴国县人，中国人民解放军中将。1955年获二级八一勋章、一级独立自由勋章、一级解放勋章。
1955年，接替赵启民，担任东海舰队政治委员。1963年，由刘浩天接任。1977年，接替郭炳坤，担任北海舰队政治委员。1981年，由李长如接任。1955年，授中国人民解放军中将军衔。